# استعراف (علم النفس)
الاستعراف (بالإنجليزية: cognition) هي «الإجراء العقليّ أو عمليّة اكتساب المعرفة والفهم من خلال التّفكير والخبرة والحواس». تشمل عمليّات مختلفة مثل الاهتمام وتشكيل الاستعراف والتذكّر والحكم والتقييم والتفكير والحوسبة، كما تشمل حلّ المشكلات واتّخاذ القرارات والفهم وتشكيل اللغة؛ تستخدم العمليّات الاستعرافيّة المعرفة الموجودة عند الإنسان وتولّد معارفاً جديدةً.
تُحَلَّل العمليّات من وجهات نظرٍ مختلفة ضمن سياقاتٍ مختلفة، لاسيّما في مجال اللغويّات، والتّخدير وعلم الأعصاب والطبّ النفسيّ وعلم النفس والتعليم والفلسفة والأنثروبولوجيا وعلم الأحياء والمنطق وعلوم الحاسوب.
يتمّ تجميع هذه الطرق وغيرها من الأساليب المختلفة لتحليل الاستعراف في مجال تطوير العلوم الاستعرافيّة، وهذا نظام أكاديميّ مستقلّ بحدّ ذاته.

## التأثيل
كلمة «استعراف» بالعربية أتت من الفعل «استعرف»، وهو فعل مزيد من الفعل العربي «عَرَفَ»، والزيادة فيه تعبر عن السعي أو الطلب.
أما في الإنجليزية فالكلمة cognition أتت من الفعل اللاتيني cognosco والذي يُقسم لقسمين، القسم الأول Con والذي يعني «مع» والقسم الثاني gnōscō والذي يعني «يعرف»، بشكل قريب من المصطلح اليوناني γι(γ)νώσκω والذي يعني «أنا أعلم».

## بدايات الدراسات حول «الاستعراف»
وبالرغم من أن أصل كلمة cognition («استعراف» ترجمة عربية معاصرة) يرجع إلى القرن الخامس عشر، عندما كانت تعني «التفكير والوعي»، فقد جاء الاهتمام بالعمليّات الاستعرافيّة منذ أكثر من ثمانية عشر قرناَ، ثم جاء أرسطو (384-322 ق م) الذي اهتمّ بالعمل الداخليّ للذهن وكيف يؤثر ذلك على الخبرة الإنسانيّة، كما ركّز أرسطو على المجالات الاستعرافية المتعلّقة بالذاكرة والإدراك (perception) والصور الذهنيّة. وأولى أهميّة كبيرة لضمان أن دراساته مستندة إلى أدلّة تجريبيّة. بعد مرور ألف عام، برز علم النفس كحقلٍ دراسيٍّ مزدهر في أوروبا، كما اكتسب مكانة عالية في الولايات المتّحدّة الأمريكيّة.
شدّد فيلهلم فونت (1832-1920م) على فكرة ما أسماه بـ«الاستبطان»، أي فحص المشاعر الداخليّة للفرد. أي أنّه يجب فحص المشاعر بشكل موضوعي من أجل الوصول إلى المعلومات العلميّة.
أمّا هيرمان إبنغهاوس (1850-1909م) فقد قام بدراساتٍ استعرافيّةٍ، ناقشت هذه الدراسات بشكل رئيسيّ وظيفة وقدرة الذاكرة البشريّة. طوّر إبنغهاوس تجربته الخاصّة التي شيّد بها أكثر من 2000 مقطع من كلمات غير موجودة في اللغة مثل (EAS)، ثم درس قدرته على تعلّم هذه المقاطع. وقد اختار عن سابق تصميم كلمات غير موجودة لمنع تأثر التّجربة بالخبرات السابقة المكتسبة.
كانت ماري وينتون كالكينز (1863-1930م) رائدةً أمريكيّةً في مجال علم النفس. ركّز عملها على قدرة الذاكرة البشريّة، تُعزى نظريّة تأثير الحداثة إلى الدراسات التي أجرتها ماري كالكينز.
وليام جيمس (1842-1910م) شخصيّة محوريّة في تاريخ العلوم الاستعرافيّة. كان جيمس مستاءً من تركيز ووندنت على الاستبطان ومن استخدام إبنغهاوس للمحفّزات غير المنطقيّة. بدلاً من ذلك اختار جيمس التركيز على تجربة التعلّم البشريّ في الحياة اليوميّة وأهميّتها في دراسة الإدراك. كانت أهم مساهمة لجيمس في دراسات ونظريات الاستعراف هي كتابه «مبادئ علم النفس» الذي يفحص بشكل أوّلي جوانب الإدراك مثل الذاكرة والتّفكير والانتباه.

## في علم النفس
في علم النفس يُستخدم مصطلح «الاستعراف» عادةً بمعنى «معالجة المعلومات للوظائف النفسيّة للفرد» بشكل مماثل لمعنى هذا المصطلح في الهندسة الاستعرافيّة. ولكنّ المصطلح قد يعني «شرح المواقف، أو الإسناد، أو ديناميكيات المجموعة» من وجهة نظر الإدراك الاجتماعي الذي يُعدّ فرعاً من فروع علم النفس الاجتماعيّ.
الاستعراف البشريّ هو واعي ولاواعي، ملموس ومجرّد، حدسي (كمعرفة اللغة) والمفاهيميّ (كنموذج اللغة). وهو يشمل عمليّات مثل الذّاكرة، والتجميع، وتكوين المفهوم، والتعرّف على الأنماط، واللغة والانتباه والإدراك perception، والعمل، وحل المشكلات، والصور الذهنيّة.

### نظرية بياجيه للتنمية الاستعرافية
لسنوات عديدة، أجرى علماء الاجتماع وعلماء النفس دراسات حول التنميّة الاستعرافيّة أو بناء الفكر الإنسانيّ أو العمليّات العقليّة.
كان جان بياجيه أحد أهم الأشخاص المؤثّرين في مجال علم النّفس التنمويّ. كان يعتقد أنّ البشر مميزين مقارنةً بالحيوانات لأن البشر يملكون القدرة على القيام «بالتّفكير الرمزيّ المجرّد». يمكن مقارنة هذا الرأي بآراء كل من ليف فيجوتسكي، وسيغموند فرويد، وإريك إريكسون؛ الذين كانوا مساهمين كبيرين في مجال علم النفس التنمويّ. اليوم، تُعرف نظرية بياجيه بأنها دراسة التطوّر الاستعرافيّ لدى الأطفال؛ وذلك لأن بياجيه درس أطفاله الثلاثة ودرس تطوّرهم الفكريّ، وتوصّل إلى نظريّة تصف المراحل التي يمر بها الأطفال خلال مرحلة التطوّر.

## تجارب مشتركة على الاستعراف البشري

### الموضع التسلسليّ
تهدف هذه التجربة إلى اختبار نظريّة الذاكرة التي تنصّ على أنّه عندما يتم إعطاء معلوماتٍ ما بطريقةٍ تسلسليّةٍ، فإننا نميل إلى تذكّر المعلومات المعطاة في بداية التسلسل، وتسمى بـ«تأثير الأسبقيّة»، والمعلومات في نهاية التسلسل والتي تسمّى بـ«تأثير الحداثة»، وبالتالي يتم عادة نسيان المعلومات الواردة في منتصف التسلسل.

### تفوّق الكلمة
تقدّم هذه التجربة للمشارك كلمة واحدة ولمدّة قصيرة لا تتجاوز 40 ميللي ثانية، ثم يُطلب منه أن يتذكّر موضع حرف معين من الكلمة. تركّز هذه التجربة على الكلام البشريّ واللغة.

### براون بيترسون
في تجربة براون بيترسون، يتم عرض مجموعة من ثلاث وحدات مكتوبة بشكل متتالي مثل الأحرف أو المقاطع أو الكلمات، ثم يتم تشتيت تركيزهم بشكل معيّن بمهمة معينة مثلاً يُطلب منهم تحديد صحة أو خطأ بعض الكلمات اعتماداً على الأخطاء الإملائية أو القواعديّة؛ يعد مهمّة التشتيت، يُطلب من المشاركين تذكّر المقاطع الأولى التي عُرضت عليهم. تركّز هذه التّجربة على الذّاكرة البشريّة قصيرة المدى.

### تمدّد الذاكرة
يتم عرض سلسلة من الأشياء أو الأحرف التي لها أصوات متشابهة، أو الأحرف التي لا تتشابه أصواتها، أو مجموعة من الكلمات أو الأرقام؛ ثمّ يُطلب من المشاركين تذكّر التسلسل الذي عُرض عليهم؛ تفترض النظريّة أن الأشخاص يملكون سعة تخزين مؤلّفة من سبع وحدات للأرقام أو للحروف ولكن يمكن أن تزداد السعة في حال كانت الأرقام قريبة من بعضها، أو أصوات الأحرف أكثر تشابهاً

## التطوّرات الأخيرة
يتم إنشاء حقل أبحاث جديد يسمّى بـ«استعراف الفريق»، في العلوم العسكريّة. يشير «استعراف الفريق» إلى خواص نواتج التفاعلات بين سلوكيّات الاستعراف الفردي والسّلوكيّات الجماعيّة. [بحاجة لمصدر]

## ما وراء الاستعراف
يمكن لما وراء الاستعراف metacognition أوما يُعرف بـ «الاستعراف حول الاستعراف» أن يتخذ أشكالاً مختلفة تشمل التأمل أو التفكّر حول تفكير المرء نفسه ومعرفة وقت وكيفيّة استعمال استراتيجيّات معيّنة للتّعلّم أو حل المشكلات. يتألف ما وراء الاستعراف من مكونين رئيسييّن هما:  التصورات الاستعرافية، ونسق تنظمي استعرافي.
يفترض بعض علماء النّفس التطوّريين أن البشر يستعملون «ما وراء الاستعراف» كأداة للنجاة، مما يجعل ما وراء الاستعراف أمراً مشتركًا بين جميع الثقافات. كان أرسطو (384-322 ق م) أوّل من كتب في هذا المجال.